# Enrico Berengario Hohenstaufen
Enrico Berengario Hohenstaufen alle volte ricordato come Enrico VI di Germania (1137 – Roma, 1150) è stato re dei Romani dal 1147 fino alla sua morte.
Era il figlio primogenito del re dei Romani Corrado III e della di lui seconda moglie, Gertrude di Sulzbach (verso il 1114 – 1146). Era cugino dell'imperatore Federico Barbarossa.

## Biografia
Il nome Enrico Berengario gli fu dato in omaggio al nonno materno di suo padre, Enrico IV e al nonno materno, Berengario II di Sulzbach. In alcuni elenchi di re dei Romani viene conteggiato come Enrico VI.
Il 30 marzo 1147, quando Enrico Berengario aveva dieci anni, il padre lo fece incoronare re dei Romani ad Aquisgrana, prima della sua partenza per la seconda crociata, per potersi assicurare la successione e durante la sua assenza gli lasciò il compito di governare il regno, sotto la tutela dell'arcivescovo di Magonza, Enrico.
Nel 1149 Corrado si affrettò a rientrare in Germania a causa di una ribellione ispirata dai Welfen, Guelfo I e Guelfo II. Però, appena giunto in Germania, si ammalò e dovette lasciare il comando dell'esercito ad Enrico Berengario, che, il 1º febbraio 1150, nella battaglia di Flochberg, ottenne una chiara vittoria sulle forze ribelli. 
Subito dopo Corrado scrisse una lettera all'imperatore bizantino, Manuele I ed alla moglie, l'imperatrice Irene, per chiederle di proporre una moglie per Enrico Berengario, mettendo in evidenza la bella vittoria riportata da Enrico sui Welfen.
Enrico Berengario morì nel corso del 1150 e nessuno fu incoronato re dei Romani. Fu tumulato nell'abbazia di Lorch.

## Discendenza
Non si hanno notizie di discendenti di Enrico.

## Ascendenza
|                                      |                                |                                               | Genitori                                  |  |  | Nonni |  |  | Bisnonni                             |  |  | Trisnonni |  |
|                                      |                                |                                               |                                           |  |  |       |  |  | Federico di Büren, conte nel Riesgau |  |  | Federico  |  |
|                                      |                                |                                               |                                           |  |  |       |  |  | Federico di Büren, conte nel Riesgau |  |  | Federico  |  |
|                                      |                                | …                                             |                                           |  |  |       |  |  | Federico di Büren, conte nel Riesgau |  |  |           |  |
| Federico I, duca di Svevia           |                                |                                               |                                           |  |  |       |  |  | Federico di Büren, conte nel Riesgau |  |  |           |  |
|                                      |                                | Ildegarda di Egisheim-Dagsburg                | …                                         |  |  |       |  |  |                                      |  |  |           |  |
|                                      |                                | Ildegarda di Egisheim-Dagsburg                | …                                         |  |  |       |  |  |                                      |  |  |           |  |
|                                      |                                | Ildegarda di Egisheim-Dagsburg                | …                                         |  |  |       |  |  |                                      |  |  |           |  |
| Corrado III di Svevia, re dei Romani |                                | Ildegarda di Egisheim-Dagsburg                |                                           |  |  |       |  |  |                                      |  |  |           |  |
|                                      |                                | Enrico IV di Franconia, imperatore dei Romani | Enrico III, imperatore dei Romani         |  |  |       |  |  |                                      |  |  |           |  |
|                                      |                                | Enrico IV di Franconia, imperatore dei Romani | Enrico III, imperatore dei Romani         |  |  |       |  |  |                                      |  |  |           |  |
|                                      |                                | Enrico IV di Franconia, imperatore dei Romani | Agnese di Poitou                          |  |  |       |  |  |                                      |  |  |           |  |
| Agnese di Waiblingen                 |                                | Enrico IV di Franconia, imperatore dei Romani |                                           |  |  |       |  |  |                                      |  |  |           |  |
|                                      |                                | Berta di Savoia                               | Oddone, conte di Savoia                   |  |  |       |  |  |                                      |  |  |           |  |
|                                      |                                | Berta di Savoia                               | Oddone, conte di Savoia                   |  |  |       |  |  |                                      |  |  |           |  |
|                                      |                                | Berta di Savoia                               | Adelaide di Susa                          |  |  |       |  |  |                                      |  |  |           |  |
| Enrico Berengario di Hohenstaufen    |                                | Berta di Savoia                               |                                           |  |  |       |  |  |                                      |  |  |           |  |
|                                      | Gebeardo II, conte di Sulzbach | Gebeardo I, conte di Sulzbach                 |                                           |  |  |       |  |  |                                      |  |  |           |  |
|                                      | Gebeardo II, conte di Sulzbach | Gebeardo I, conte di Sulzbach                 |                                           |  |  |       |  |  |                                      |  |  |           |  |
|                                      | Gebeardo II, conte di Sulzbach | Adelaide di Nordgau                           |                                           |  |  |       |  |  |                                      |  |  |           |  |
| Berengario II, conte di Sulzbach     | Gebeardo II, conte di Sulzbach |                                               |                                           |  |  |       |  |  |                                      |  |  |           |  |
|                                      |                                | Ermengarda di Rott                            | Cuno I di Rott, conte palatino di Baviera |  |  |       |  |  |                                      |  |  |           |  |
|                                      |                                | Ermengarda di Rott                            | Cuno I di Rott, conte palatino di Baviera |  |  |       |  |  |                                      |  |  |           |  |
|                                      |                                | Ermengarda di Rott                            | Uta di Diessen                            |  |  |       |  |  |                                      |  |  |           |  |
| Gertrude di Sulzbach                 |                                | Ermengarda di Rott                            |                                           |  |  |       |  |  |                                      |  |  |           |  |
|                                      |                                | Ottone II, conte di Dießen-Wolfratshausen     | Bertoldo II, conte di Dießen              |  |  |       |  |  |                                      |  |  |           |  |
|                                      |                                | Ottone II, conte di Dießen-Wolfratshausen     | Bertoldo II, conte di Dießen              |  |  |       |  |  |                                      |  |  |           |  |
|                                      |                                | Ottone II, conte di Dießen-Wolfratshausen     | N. di Hohenwart                           |  |  |       |  |  |                                      |  |  |           |  |
| Adelaide di Dießen-Wolfratshausen    |                                | Ottone II, conte di Dießen-Wolfratshausen     |                                           |  |  |       |  |  |                                      |  |  |           |  |
|                                      |                                | Giustizia di Babenberg                        | Ernesto di Babenberg, margravio d'Austria |  |  |       |  |  |                                      |  |  |           |  |
|                                      |                                | Giustizia di Babenberg                        | Ernesto di Babenberg, margravio d'Austria |  |  |       |  |  |                                      |  |  |           |  |
|                                      |                                | Giustizia di Babenberg                        | Adelaide di Lusazia                       |  |  |       |  |  |                                      |  |  |           |  |
|                                      |                                | Giustizia di Babenberg                        |                                           |  |  |       |  |  |                                      |  |  |           |  |